# Spoorlijn Nice - Digne-les-Bains
De spoorlijn Nice - Digne-les-Bains is een Franse smalspoorweg van de Chemins de fer de Provence (CP) gelegen in het district Provence. De spoorlijn loopt door landschappelijk fraai gebied, met veel bruggen en tunnels. De drieënhalve kilometer lange tunnel onder de Col Saint-Michel is de langste tunnel van de lijn. Bij Le Fugeret liggen haarspeldbochten waardoor de trein in een korte tijd behoorlijk hoogte kan winnen. Het totale traject is 151 km lang en de exploitatie van de hele spoorlijn is in handen van Veolia. Naast de reguliere ritten van CP worden er in de zomer ook extra (museum-)ritten met stoomtreinen gemaakt tussen Puget-Théniers en Annot door de Groupe d'Etude pour les Chemins de fer de Provence (GECP).

## Geschiedenis
Vanaf 1861 waren er plannen voor diverse spoorlijnen vanuit Draguignan. De Compagnie des chemins de fer du Sud de la France (SF) opende vanaf 1888 diverse smalspoorlijnen. In 1890 begonnen met de aanleg van de lijn tussen Digne en Nice. Gedurende 21 jaar werd de spoorlijn vanaf beide kanten in stukken aangelegd. In 1891 werd het eerste gedeelte tussen Digne en Mézel in gebruik genomen. In 1892 opende het suk van Mézel naar  Saint-André-les-Alpes, samen met de lijn tussen Nice en Puget-Théniers. Tussen 1892 en 1907 brachten verschillende schandalen over de betrouwbaarheid van het bedrijf de financiën in gevaar. De aanleg van de spoorlijn vertraagde daardoor aanzienlijk. In 1907 werd het traject van Puget-Théniers doorgetrokken naar Pont-de-Gueydan en het jaar daarop naar Annot. In 1911 werd de laatste verbinding tussen Annot en Saint-André-les-Alpes opgeleverd, waarmee het gehele traject tussen Nice en Digne voltooid was. Vanaf 1925 wordt de spoorlijn beheerd door Chemins de fer de Provence (CP).
Naast deze lijn bezat de SF ook nog een lijn van Nice naar Meyrargues via Grasse en Draguignan en een kustlijn van Toulon naar Saint-Raphaël. Als gevolg van oorlogsschade zijn beide lijnen na de Tweede Wereldoorlog niet meer heropend.
In Digne sloot de spoorlijn aan op de SNCF-zijtak Digne - St-Auban. Samen boden deze lijnen een verbinding tussen Nice Grenoble die zo'n 220 kilometer korter was dan de spoorlijn van de PLM. Deze lijn is sinds 1991 buiten dienst. Er zijn echter plannen om deze SNCF-zijtak om te bouwen naar meterspoor en de CP-lijn daar mee te verlengen.

## Le Train des Pignes
Le Train des Pignes was de bijnaam die men gebruikte voor de diverse smalspoorlijnen in de regio. De term is afgeleid van het woord pigne, zuid-Frans dialect voor dennenappel. Tegenwoordig bedoelt men meer de treinen tussen Nice en Digne-les-Bains. De term wordt ook gebruikt voor stoomtrein van de GECP.

## Ongeval
Op 8 februari 2014 reed rond 11.00 uur tussen Annot en Saint Benoît een treinstel tegen een vallend rotsblok. Bij dit ongeval kwamen twee personen om het leven en raakten circa tien personen gewond waarvan een persoon zwaargewond.

## Foto's

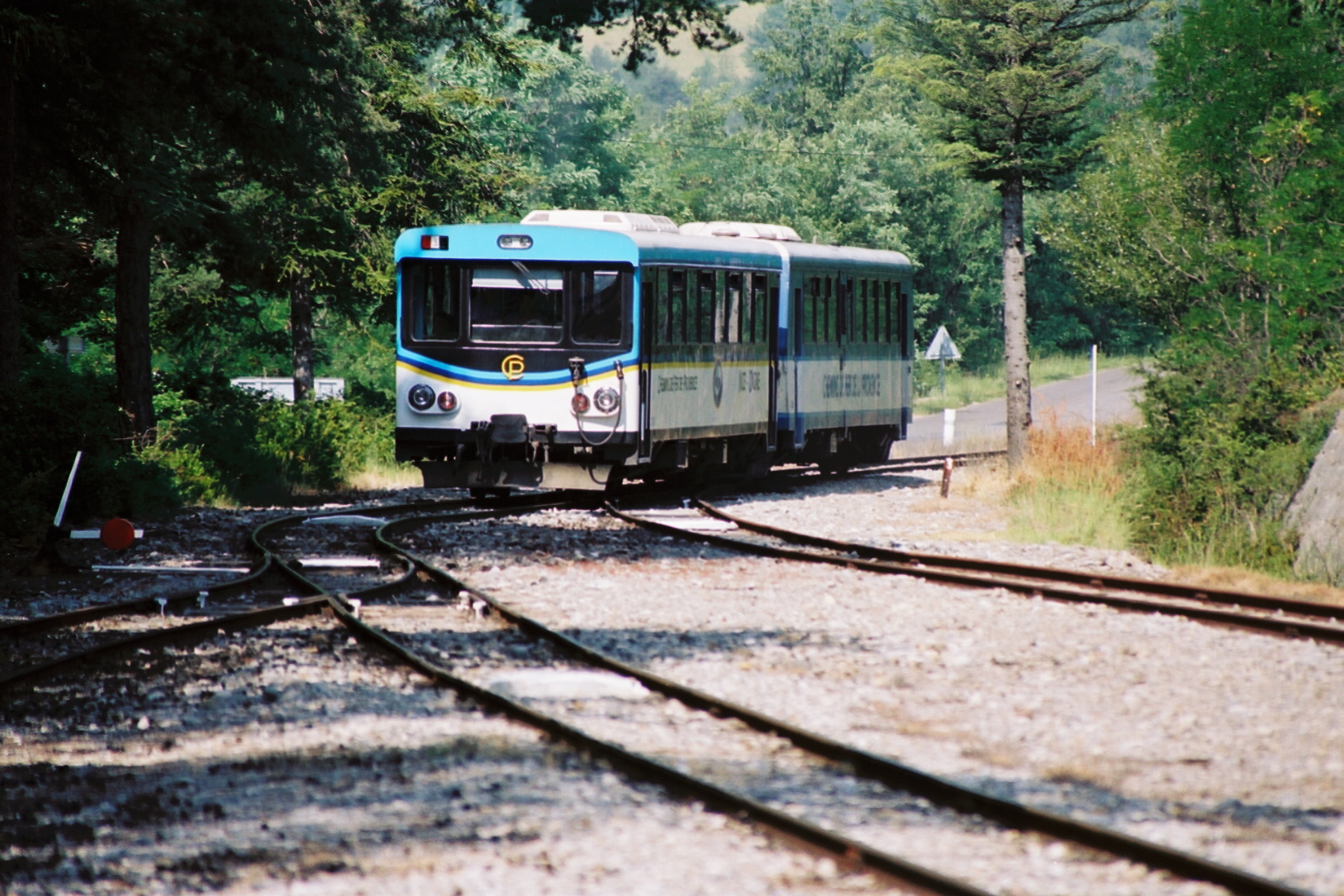
Een CP-trein
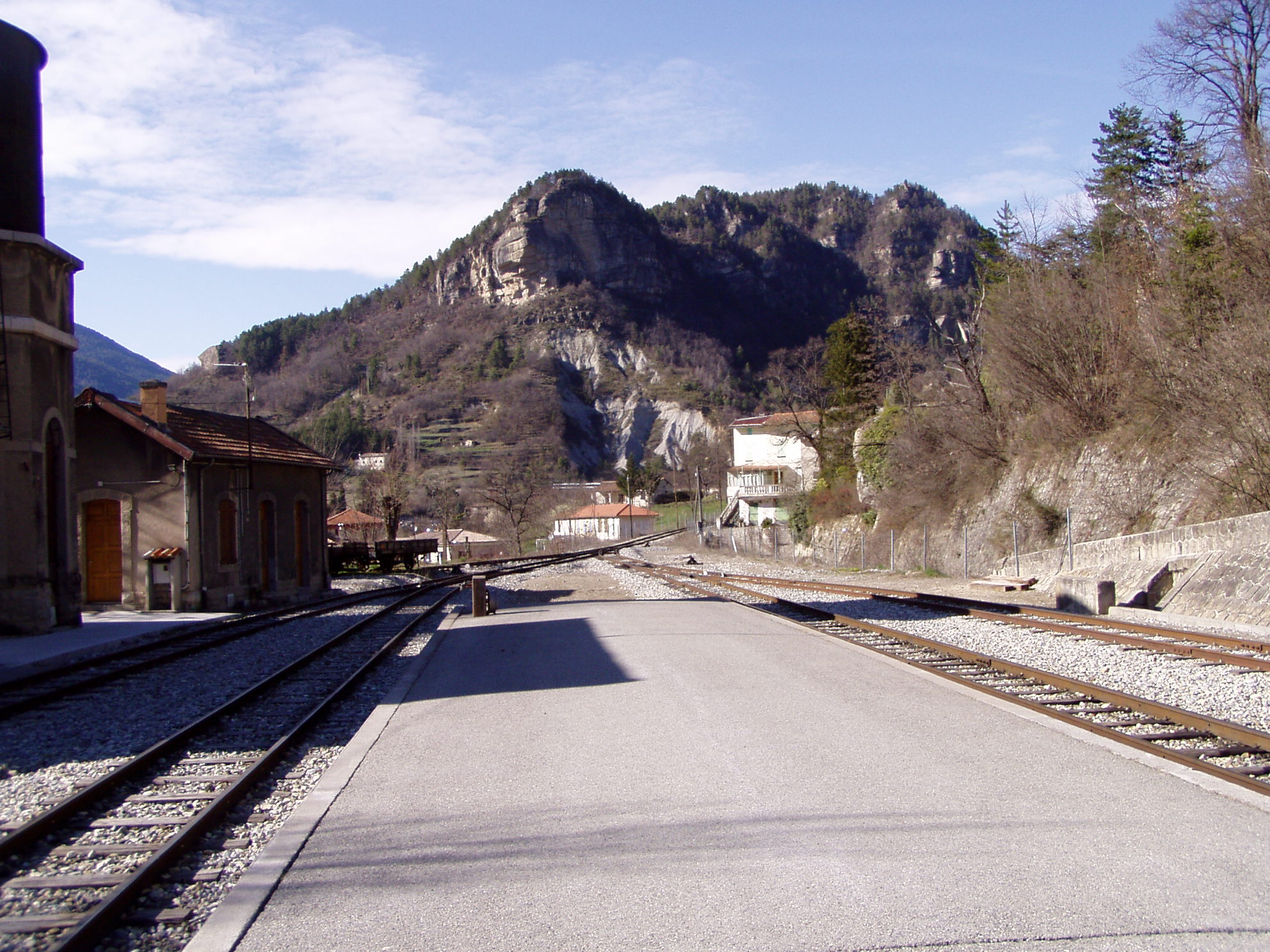
Station Annot
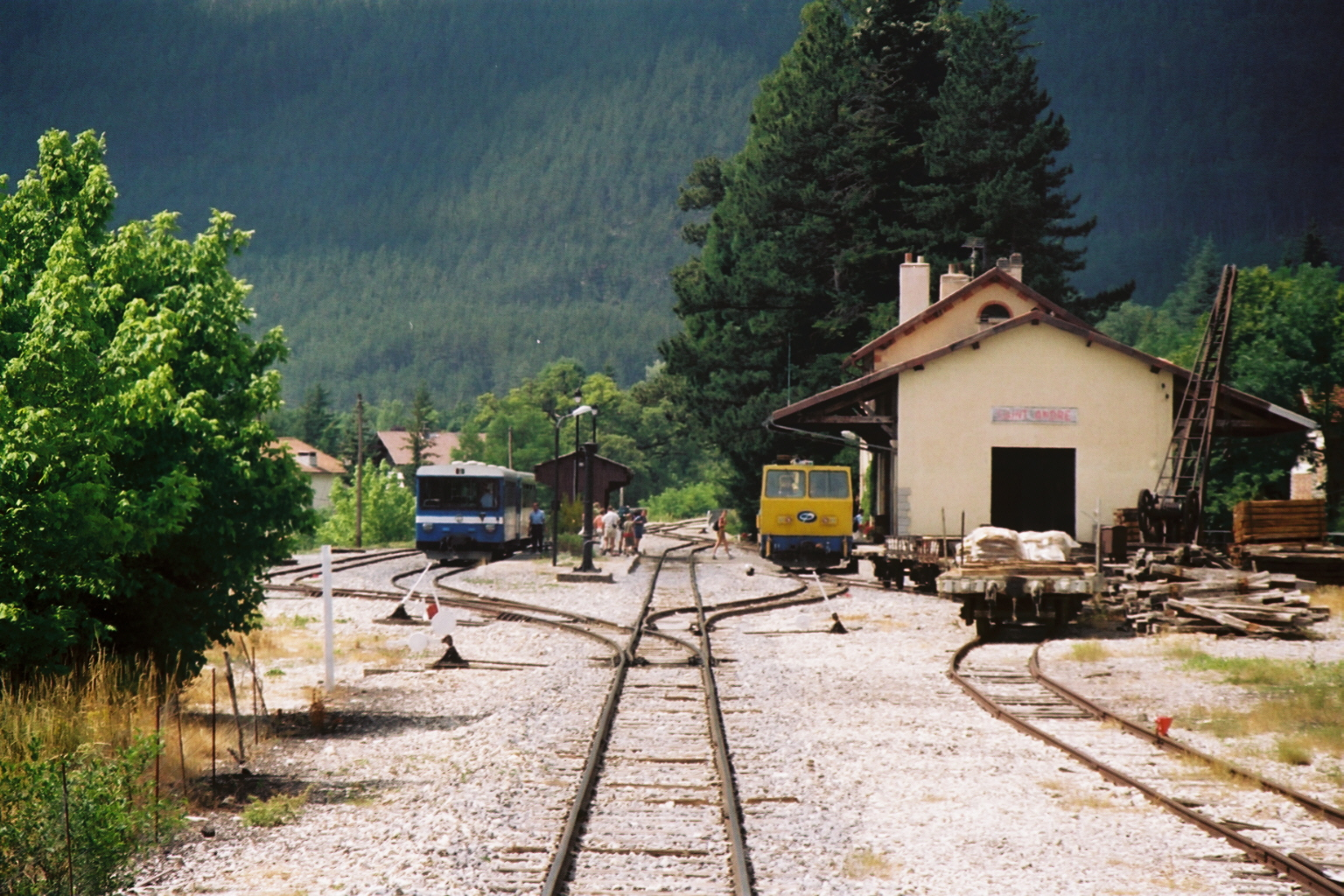
Station Saint-André-les-Alpes
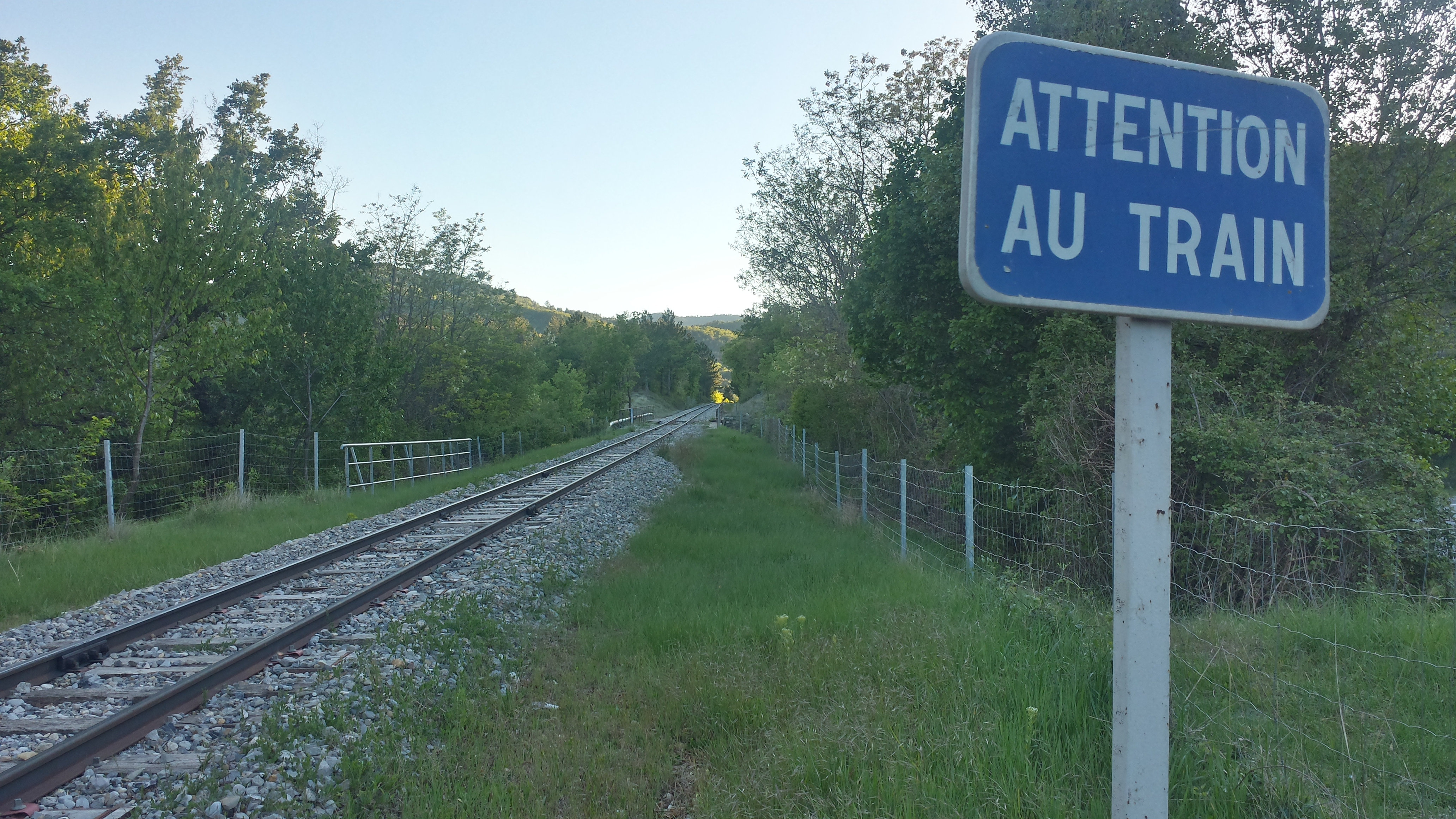
Een onbewaakte overweg nabij Mézel–Châteauredon
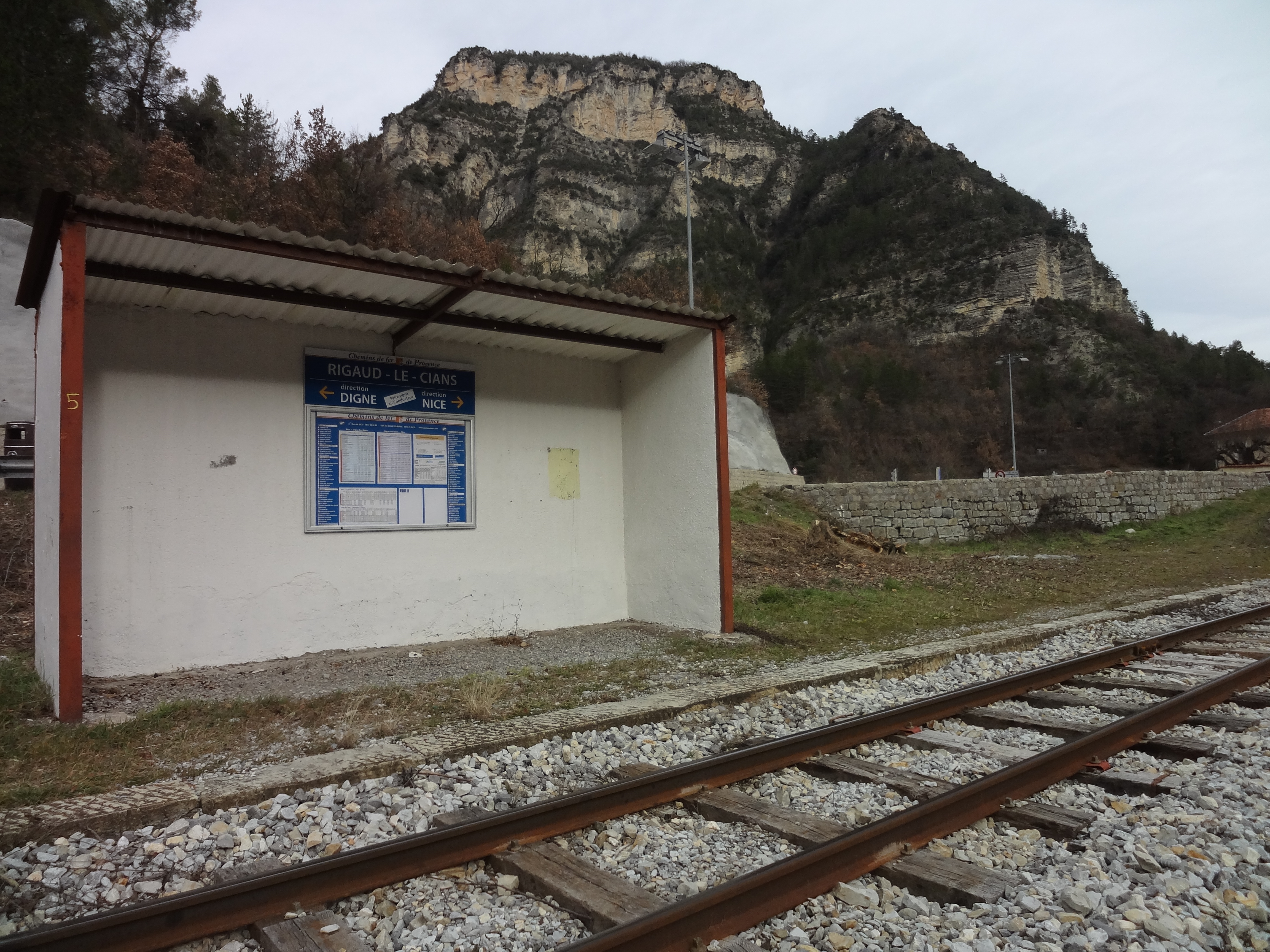
Halte Rigaud-Le-Cians
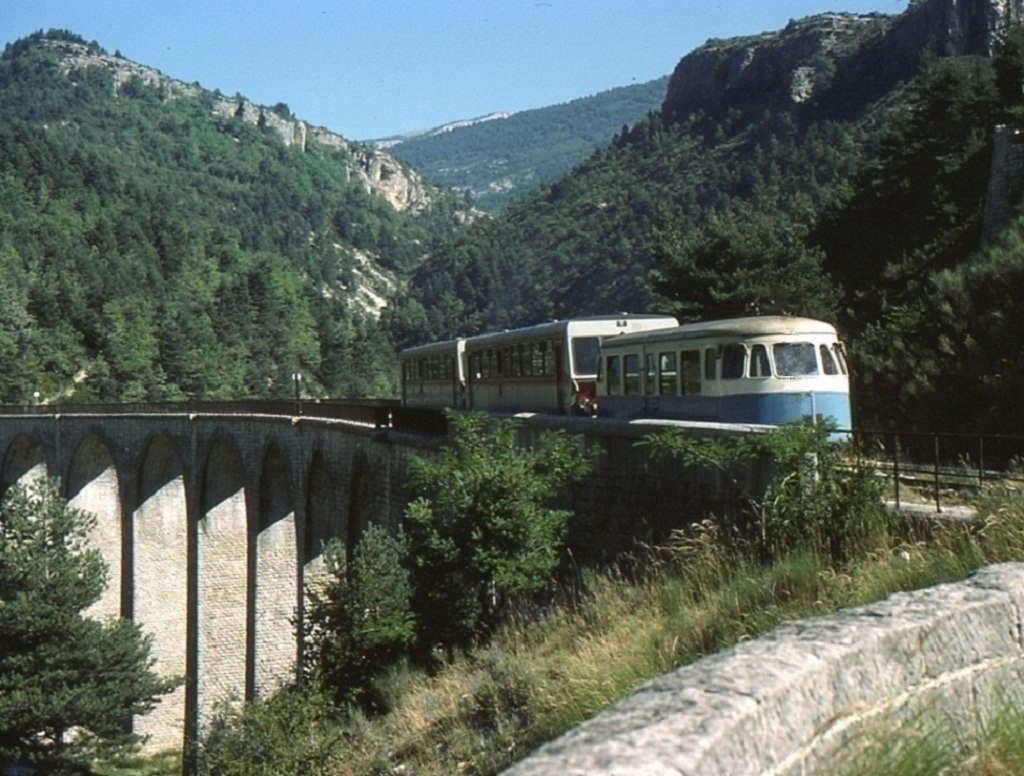
Een trein op 'Le viaduc de la Maouna'
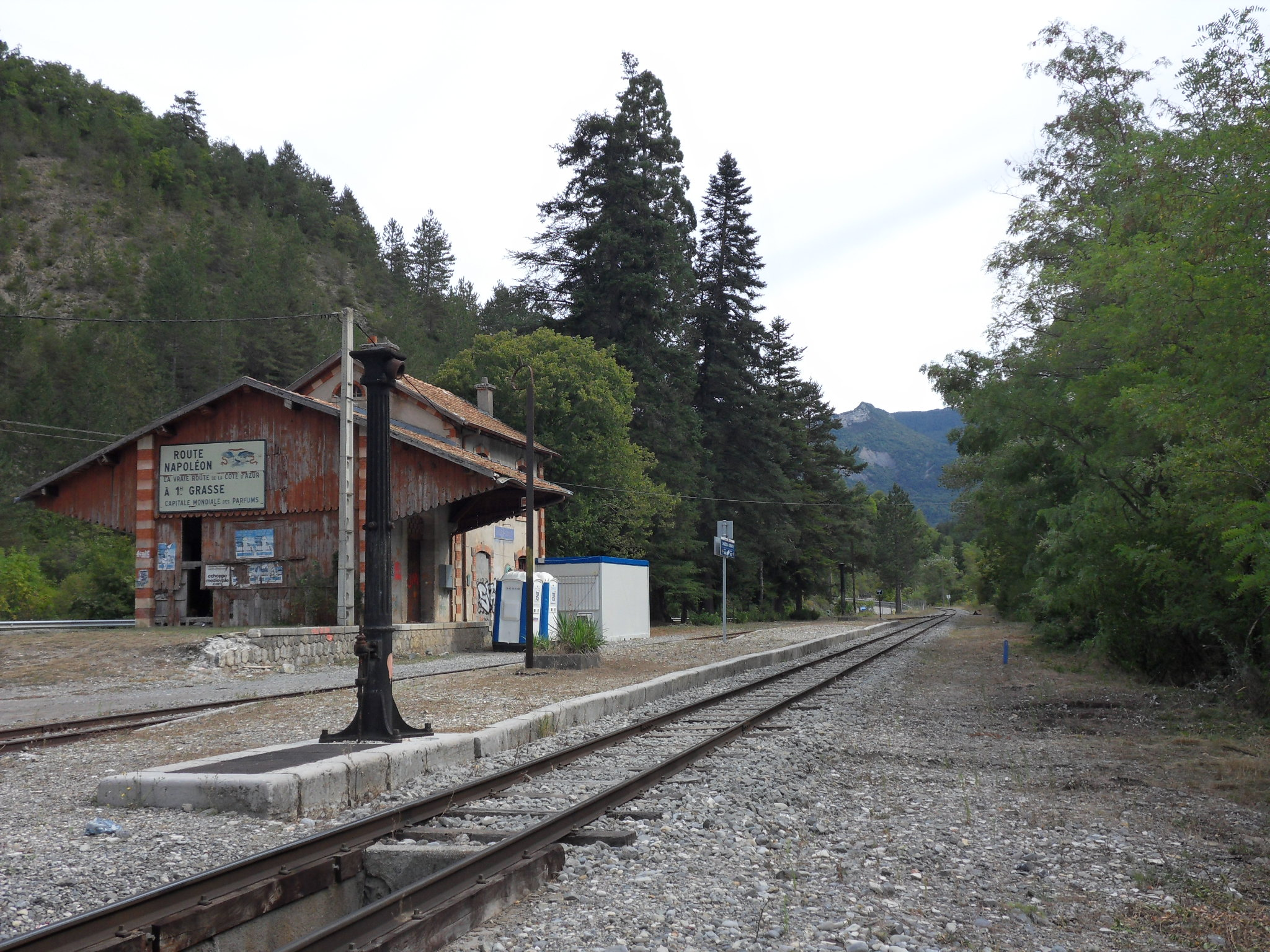
Station Chaudon-Norante
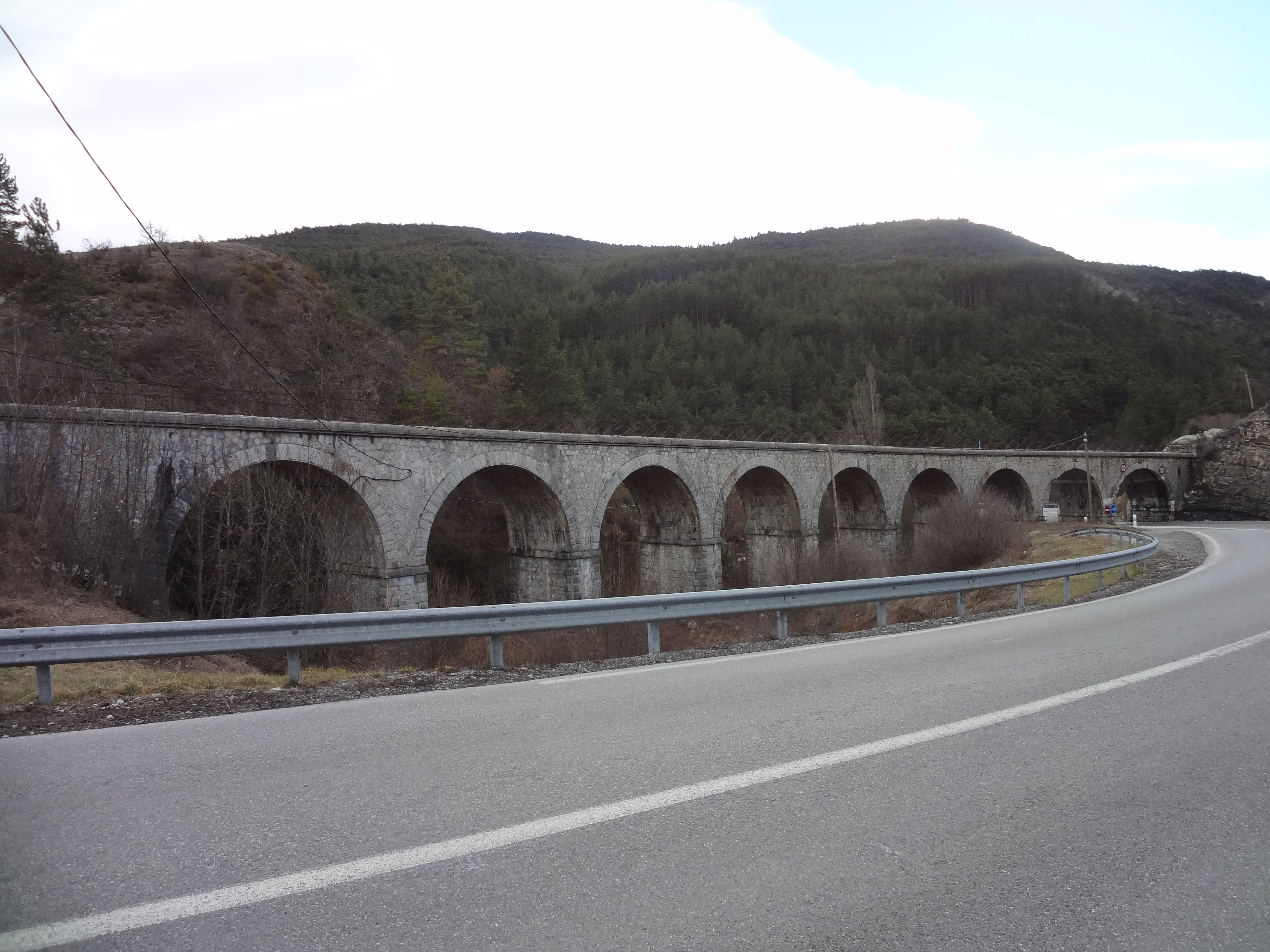
Het viaduct van Moriez
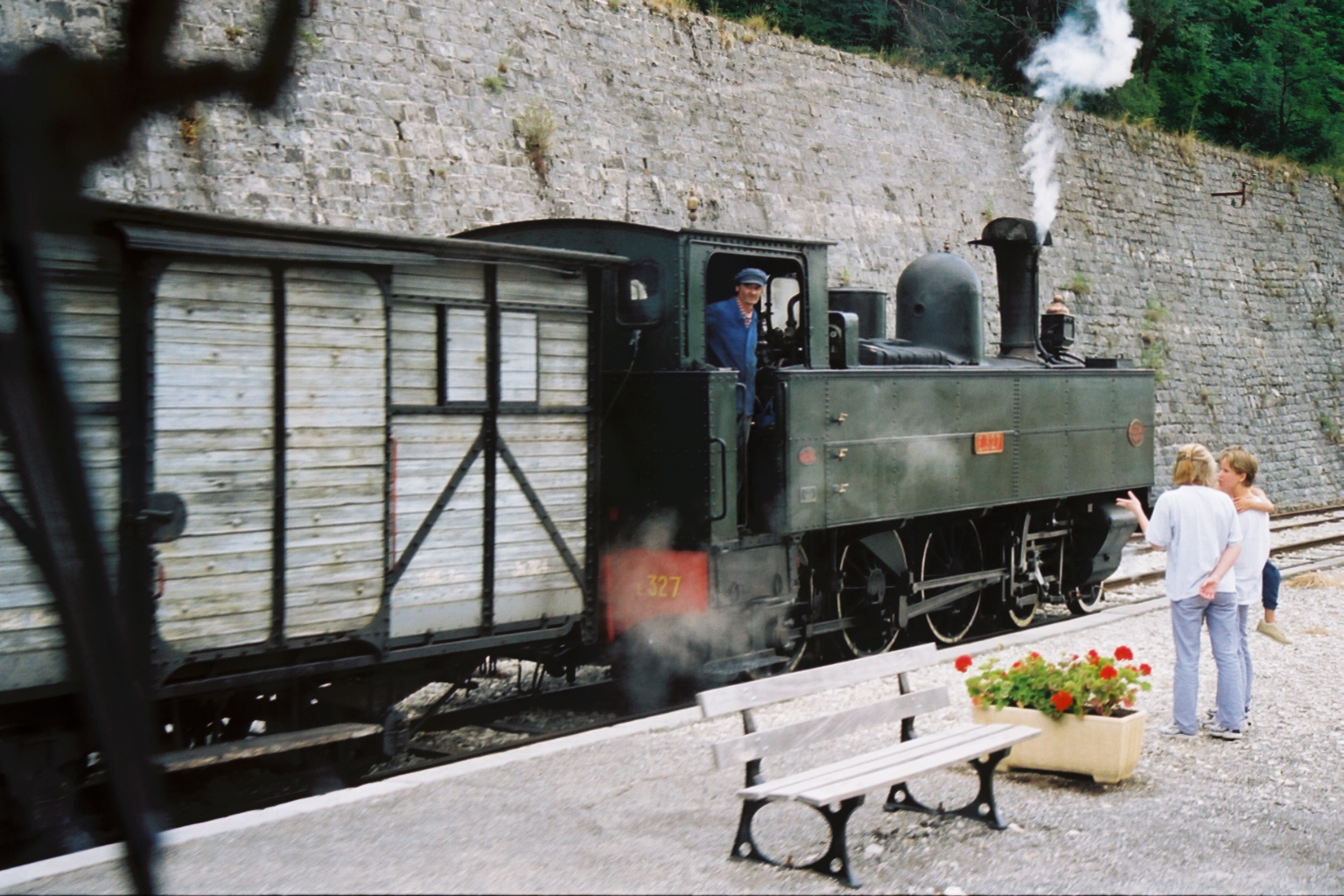
Stoomlocomotief van de GECP
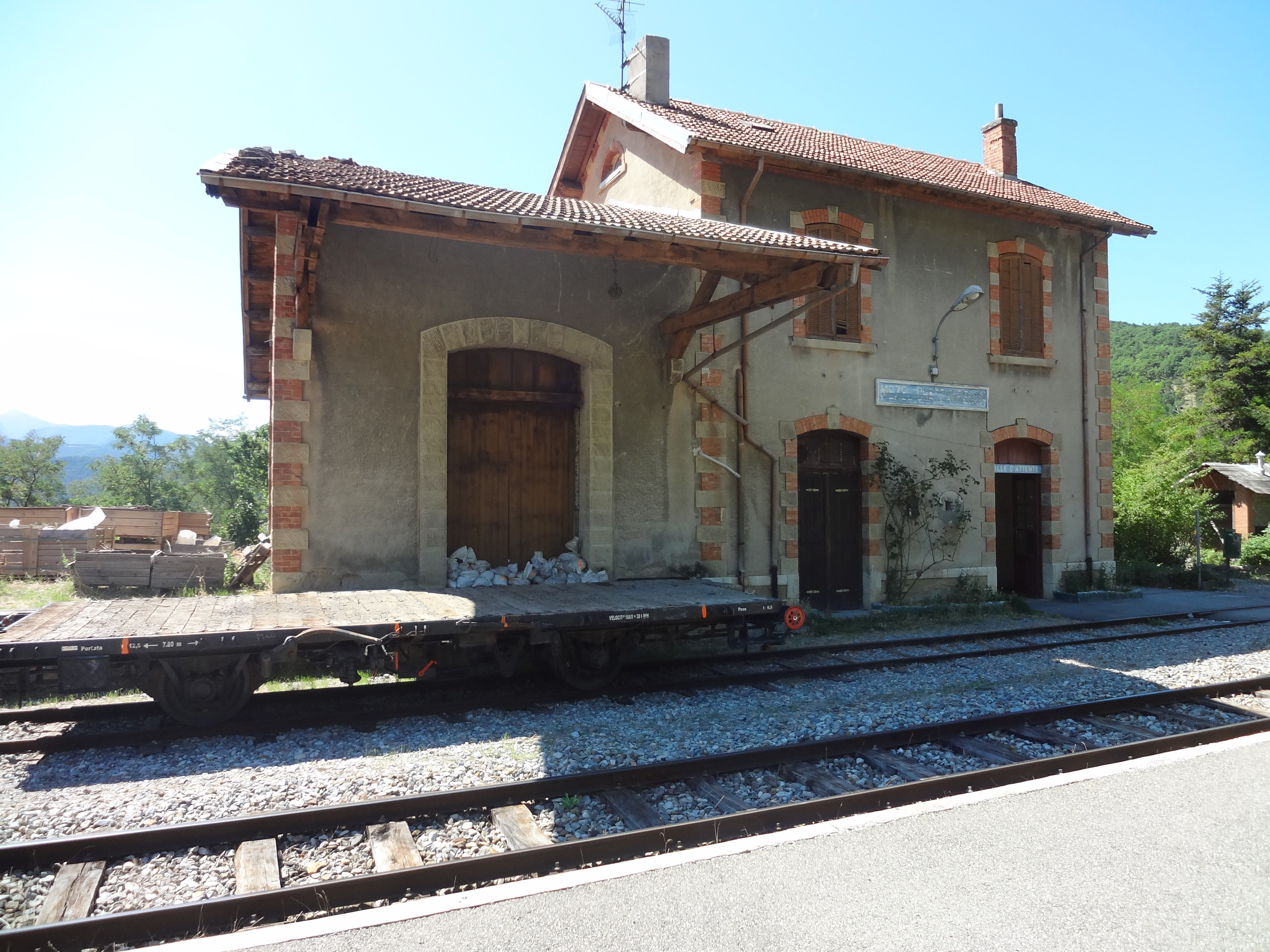
Station Mézel-Châteauredon